# Фарова, Анна
Анна Фарова (чеш. Anna Fárová, 1 июня 1928, Париж, Франция — 27 февраля 2010, Йиндржихув-Градец, Чехия) — чешский искусствовед, занимавшаяся изучением и каталогизацией работ чешских и чехословацких фотографов, в том числе Франтишека Дртикола и Йозефа Судека. Она была одним из первых учёных в стране, ставших писать статьи по истории фотографии. Её издательская деятельность помогла утвердить фотографию в Чехии как вид искусства.

## Биография
Анна Фарова родилась в 1928 году в Париже в семье чешского дипломата Милоша Шафранека и французской учёной, профессора Анны Муссу. Некоторый период своего раннего детства Анна провела в Париже, в середине 1930-х годов её семья переехала в город Пльзень (Чехословакия). Окончив французскую гимназию в Праге она продолжила изучать историю искусств и эстетику на факультете искусств Карлова университета в Праге. В 1952 году она вышла замуж за чешского художника Либора Фару:58. В 1956 году её отец организовал для неё встречу с фотографом Анри Картье-Брессоном, которая оказала сильное влияние на её карьеру. Фарова начала сотрудничать с фотоагентством Magnum Photos, соучредителем которого являлся Картье-Брессон, а в чешском издательстве Odeon была опубликовала серия её монографий.
Фарова успела провести целый ряд выставок своих работ по всей Праге до того момента, как коммунистические власти Чехословакии запретили ей работать в стране. Последнее было связано с тем, что она в 1970-х годах подписала манифест «Хартии-77». В 1980-х годах большая часть её работ была опубликована за пределами Чехословакии. Такая ситуация продолжалась вплоть до Бархатной революции и падения коммунистического режима в стране.
Анна Фарова умерла от «тяжёлой болезни» 27 февраля 2010 года в возрасте 81 года. Спустя несколько месяцев ей было присвоено звание почётного гражданина района Прага 2.